# Albin Vega
Die Albin Vega ist ein Segelboot-Typ, der auf der Werft Albin Marin (Kristinehamn) in Schweden gebaut wurde. Konstruiert wurde sie 1964 von Per Brohäll. Der erste Prototyp, noch in Holz, wurde am 29. Juli 1965 zu Wasser gelassen. Die Serienfertigung erfolgte in glasfaserverstärktem Kunststoff (GFK). Bis die Fertigung 1979 eingestellt wurde, verließen 3450 Schiffe die Werft. 
Matt Rutherford segelte von Juni 2011 bis Mai 2012 mit seiner Albin Vega Saint Brendan als erster Mensch einhand Non-Stop rund um Amerika (Nord- und Südamerika). Die Saint Brendan war das bis dato kleinste Schiff, das die Nordwestpassage durchfuhr.

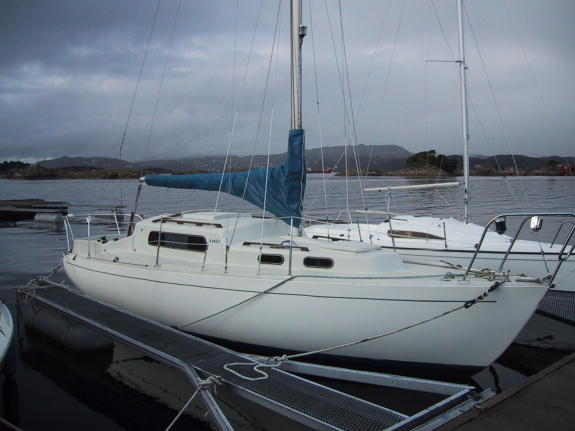
Eine Albin Vega von der Seite
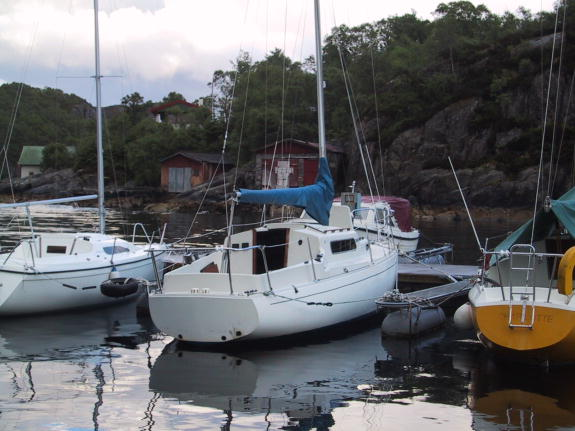
Heck einer Albin Vega
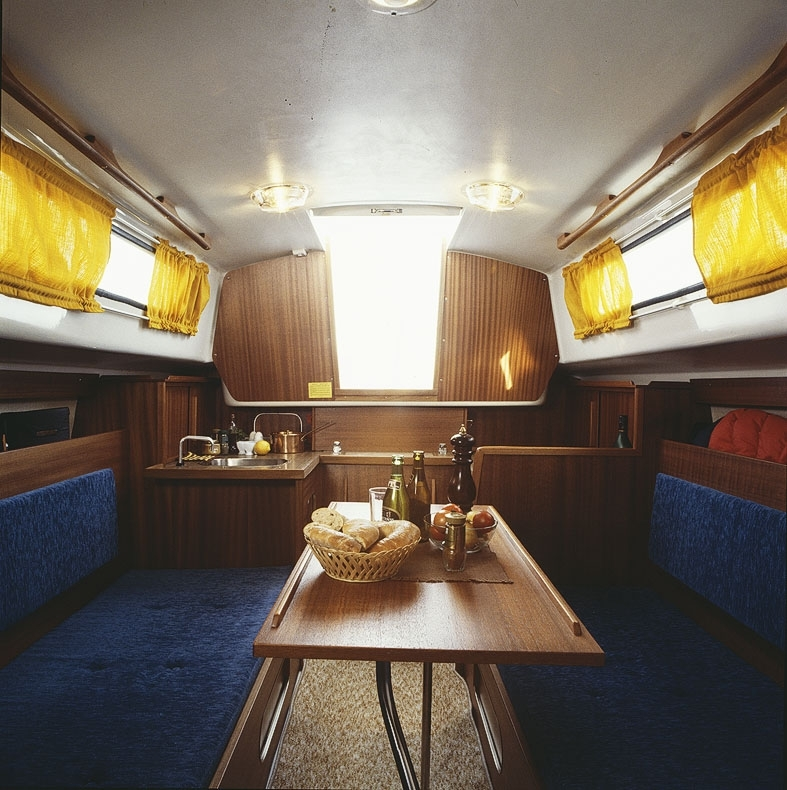
Der Salon
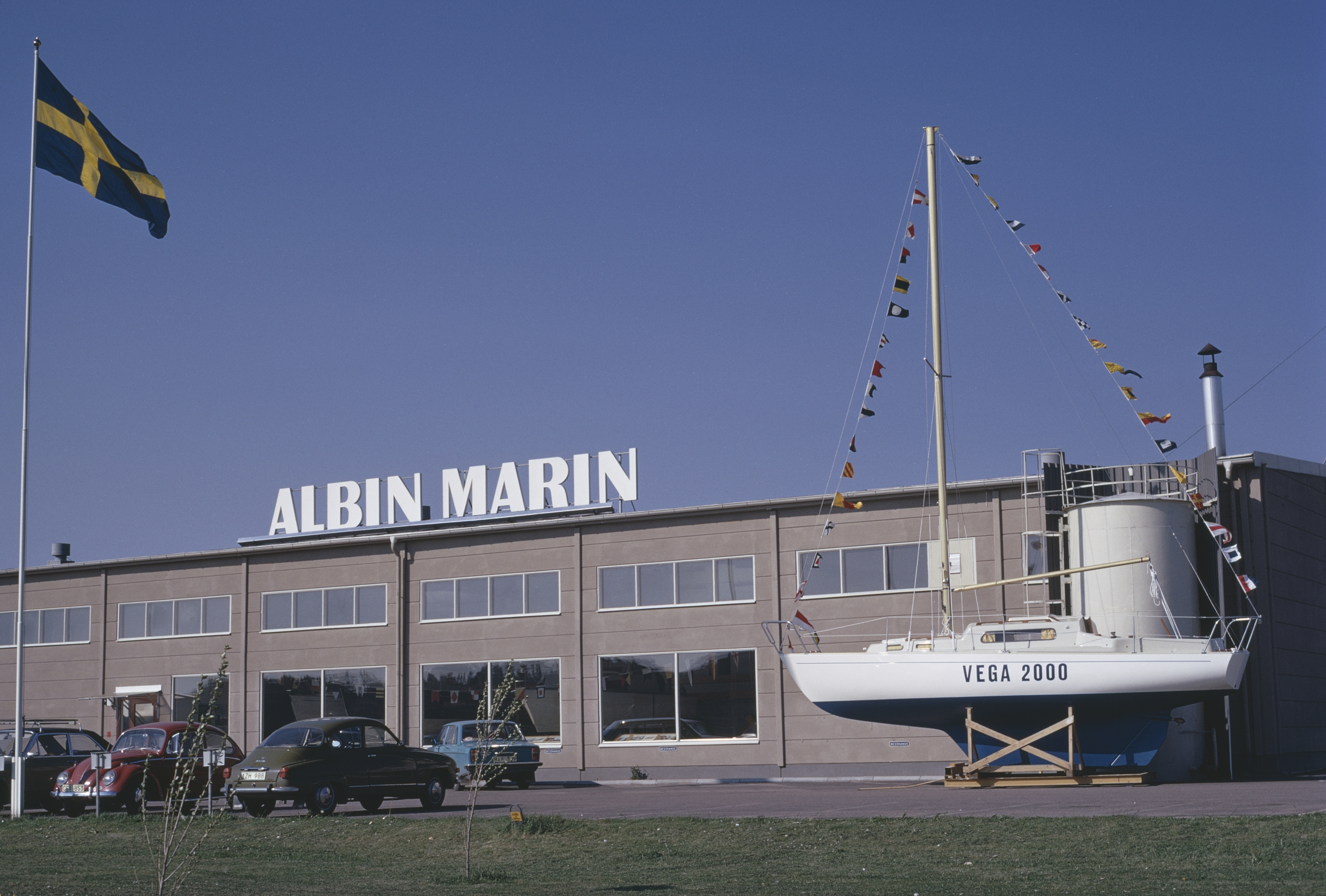
Die 2000. Albin Vega vor einem Gebäude der Werft